# محمود فارس (فلسطين)
محمود فارس (10 يونيو 1983 - 12 مايو 2021)،  مهندس فلسطيني ولد في محافظة خان يونس بقطاع غزة وكان عضو في كتائب الشهيد عز الدين القسام الجناح العسكري لحركة المقاومة الإسلامية حماس وعمل في مشروع صناعة وتطوير الطائرات بدون طيار بوحدة التصنيع في كتائب القسام، ويلقب بفارس السماء، اغتالته إسرائيل في معركة سيف القدس 2021.

## النشأة والتعليم
ولد محمود محمد فارس في 10 يونيو 1983 بمحافظة خان يونس بقطاع غزة، وتلقى تعليمه إلى المرحلة الثانوية في مدينة غزة، وانتقل إلى سوريا لدراسة هندسة الميكانيك في جامعة تشرين بمدينة اللاذقية.

## العمل التنظيمي
أنظم إلى كتائب الشهيد عز الدين القسام في 2007، و التحق بدورات صناعة الطائرات بدون طيار في سوريا، وتلقى تدريبا من محمد الزواري في 2012 عمل كمهندس أساسي في مشروع صناعة وتطوير الطائرات دون طيار الذي أنتج طائرة أبابيل، واساهم في تطوير طائرات شهاب والزواري ومحركات الصواريخ.

## الاغتيال
برز اسم محمود فارس خلال معركة العصف المأكول في 2014 حيث استخدمت طائرة أبابيل لأول مرة، وقامت القوات الإسرائيلية بتدمير منزله ومنزله أهله خلال المعركة، ونجحت إسرائيل باغتياله برفقة جمعة الطلحة في 12 مايو 2021 خلال معركة سيف القدس.